# Pastorícia

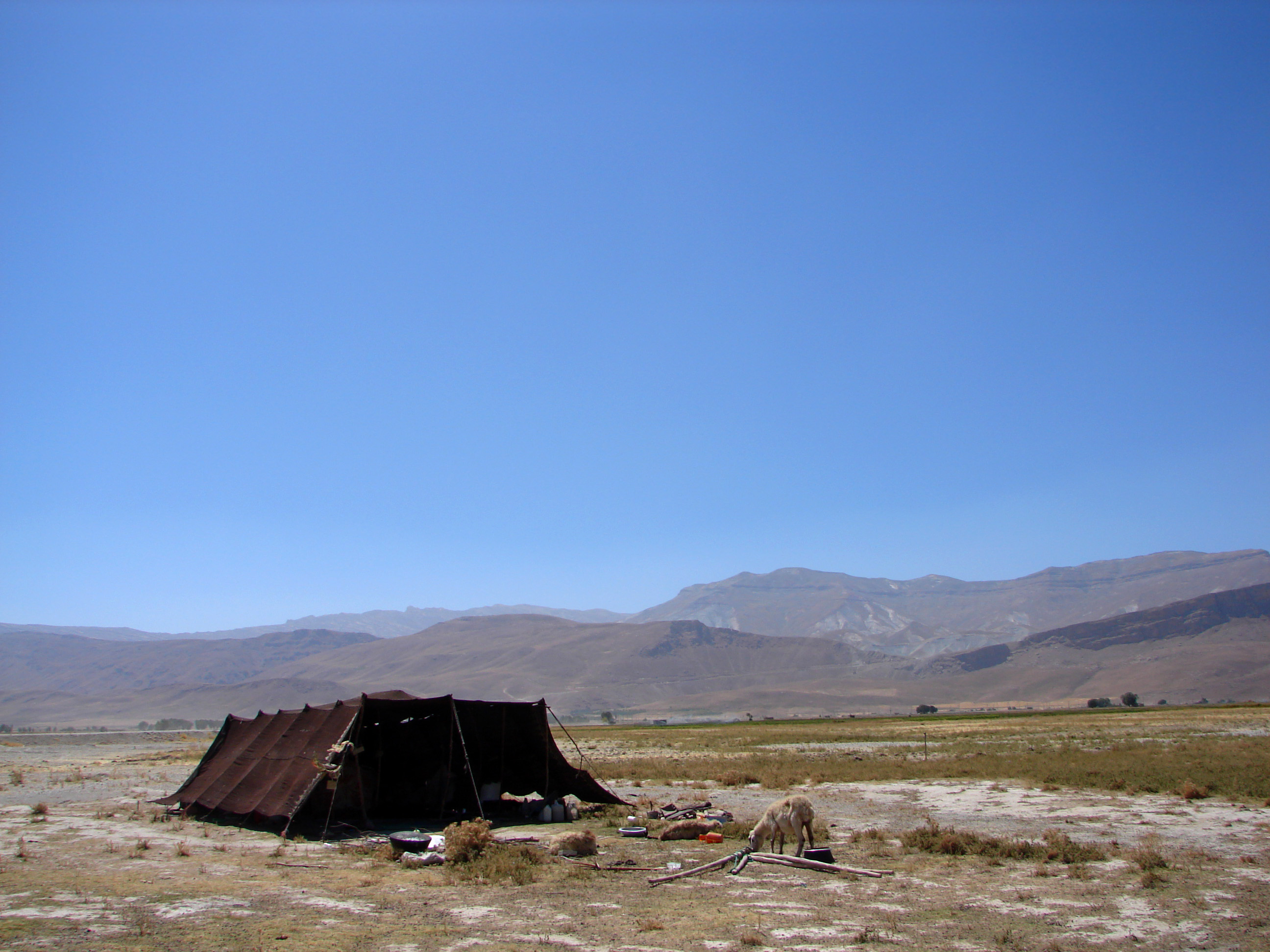
Acampamento de bakhtiaris, na província de Chaharmahal e Bakhtiari, Irã.

A pastorícia é um ramo da agricultura que trata da criação de gado, a pecuária, ou seja, a criação, manutenção e utilização de animais como camelos, cabras, vacas, iaques, lhamas e ovelhas. Pode ter uma característica móvel, em que os rebanhos são conduzidos em busca de pastos e água.
A pastorícia pode ser encontrada, em numerosas variações, por todo o mundo. A composição dos rebanhos, as práticas de administração, organização social e todos os outros aspectos da pastorícia variam entre regiões e grupos sociais. Diversas práticas tradicionais também tiveram de ser adaptadas devido às circunstâncias variáveis do mundo moderno. Os ranchos dos Estados Unidos e as sheep stations e cattle stations da Austrália são vistas como variações modernas.

## Benefícios da atividade pastorícia
A atividade pastorícia possui uma grande relevância enquanto ferramenta de gestão de paisagem devido aos enormes e múltiplos benefícios que proporciona, nomeadamente os seguintes serviços dos ecossistemas:
- Sequestro de carbono;
- Proteção do ciclo hidrológico;
- Proteção de reservas freáticas;
- Conservação da biodiversidade;
- Cultura pastoril;
- Segurança alimentar;
- Redução do risco de calamidades;
- Redução da pobreza;
- Integridade dos ecossistemas;
- Adaptação às alterações climáticas.

## Valorização da cultura pastoril
A cultura pastoril é ainda bastante valorizada pela sociedade, facto comprovado pela existência de numerosos lugares e eventos culturais relacionados  com a pastorícia e a transumância, tais como museus, feiras de gado, festas da transumância, assim como através da publicação de monografias e realização de seminários especializados, etc.
Em Portugal existem vários museus e espaços museológicos dedicados à pastorícia e cultura pastoril:
| Museu                                                                               | Localização                                    | Relevância do acervo para a cultura pastoril |
| ----------------------------------------------------------------------------------- | ---------------------------------------------- | --- |
| Núcleo Museológico da Pastorícia – Salgueiro                                        | Salgueiro, Fundão                              | Possui instrumentos musicais e utilitários produzidos através de arte pastoril; Entrevistas com pastores com as suas memórias, as suas práticas e percursos de transumância, exposição fotográfica;. |
| Museu do Pastor                                                                     | Cativelos, Gouveia                             | Reconstituição da cabana do pastor da Serra da Estrela. Exposição de diferentes utensílios relacionados com o pastoreio e com o fabrico do queijo.                                                   |
| Museu Etnográfico do Rancho "Os Pastores de São Romão"                              | São Romão, Seia                                | Acervo diversificado: utensílios de uso doméstico, instrumentos de trabalho, relativos a diversas artes e ofícios; alfaias agrícolas e pastoris/laticínios                                           |
| Museu do Agricultor e do Queijo                                                     | Celorico da Beira                              | Exposição sobre a profissão de pastor/agricultor. |
| Centro Cultural Raiano                                                              | Idanha-a-Nova                                  | Recolhas locais que caracterizam a cultura da região: agricultura; olaria; pastorícia; espaço doméstico; faiança; mobiliário                                                                         |
| Museu de Aldeia da Ponte                                                            | Aldeia da Ponte, Sabugal                       | Objetos de cariz etnográfico que reproduzem algumas atividades que caracterizam a região: do pão ao linho, da agricultura à pastorícia, entre outros.                                                |
| Museu da Memória Rural                                                              | Vilarinho da Castanheira, Carrazeda de Ansiães | Depoimentos em vídeo da profissão tradicional de Pastor. |
| Museu de Tecelagem dos Meios                                                        | Meios, Guarda                                  | Materiais ligados à temática da pastorícia, transumância e aproveitamento da lã de ovelha. |
| Casa do Mundo Rural de Prados                                                       | Prados, Celorico da Beira                      | Núcleo museológico recria a casa e a vida familiar, a par com o trabalho no campo e o pastoreio |
| Núcleo Museológico e Etnográfico do Rancho Folclórico da Casa do Povo de Nespereira | Nespereira, Gouveia                            | Acervo representativo das profissões características da freguesia (canteiro, carpinteiro, pastor, queijeira, alfaiate, etc.)                                                                         |